# Рюті-бай-Ліссах
Рюті-бай-Ліссах (нім. Rüti bei Lyssach) — громада  в Швейцарії в кантоні Берн, адміністративний округ Емменталь.

## Географія
Громада розташована на відстані близько 16 км на північний схід від Берна.
Рюті-бай-Ліссах має площу 1,3 км², з яких на 6% дозволяється будівництво (житлове та будівництво доріг), 82% використовуються в сільськогосподарських цілях, 12% зайнято лісами, 0% не є продуктивними (річки, льодовики або гори).

## Демографія
2019 року в громаді мешкало 167 осіб (+0% порівняно з 2010 роком), іноземців було 3%. Густота населення становила 129 осіб/км².
За віковим діапазоном населення розподілялося таким чином: 20,4% — особи молодші 20 років, 63,5% — особи у віці 20—64 років, 16,2% — особи у віці 65 років та старші. Було 74 помешкань (у середньому 2,2 особи в помешканні).